# 佐野研二郎
佐野 研二郎（さの けんじろう、1972年7月29日 - ）は、東京都出身のグラフィックデザイナー、アートディレクター、クリエイティブディレクター。多摩美術大学美術学部統合デザイン学科教授。
東京アートディレクターズクラブ (東京ADC)・日本グラフィックデザイナー協会 (JAGDA) 会員・毎日デザイン賞審査員。
父親は慶應義塾大学医学部出の内科医、兄は経済産業省のキャリア官僚、妻（MR_DESIGN広報）は博報堂時代の同僚。

## 来歴
東京都目黒区出身。代々木ゼミナール造形学校に通い、一浪したのち多摩美術大学美術学部グラフィックデザイン学科に入学。
大学は1996年に卒業し、博報堂入社。大貫卓也が在籍したグループを経て、佐藤可士和チームに所属。博報堂/HAKUHODO DESIGN経て、2008年1月11日に「MR_DESIGN」を設立し独立。2014年4月に多摩美術大学美術学部統合デザイン学科教授に就任。
2014年、川村元気との共著の絵本『ティニー ふうせんいぬのものがたり』が、NHKにて『ふうせんいぬティニー』としてテレビシリーズアニメ化される。同年、フジテレビ『武器はテレビ。SMAP×FNS 27時間テレビ』のポスターを手掛ける。
2015年7月、佐野の応募作が2020年夏季オリンピック東京大会・パラリンピック東京大会の公式エンブレムに選出されたが、その選出過程や応募作のオリジナリティの有無が物議を醸し、9月1日に組織委員会はエンブレム使用の中止を決めた。独立前に勤めていた会社（HAKUHODO DESIGN）の代表取締役社長永井一史（父は東京五輪エンブレム審査委員代表を務めた永井一正）は多摩美術大学の教授仲間であり、village®社長の長嶋りかこ（東京五輪エンブレム審査員）は博報堂時代の元部下。

## 国際審査員
- 2004年ニューヨークADC2004国際審査員。
- 2005年TIMES ASIA ADVERTISING FESTIVAL（台湾）国際審査員。
- 2009年ニューヨークフェスティバル 国際審査員。

## 東京オリンピックエンブレムに関する騒動

佐野デザインによるエンブレム

### エンブレムの選定
2014年、佐野は亀倉雄策賞を受賞（審査員永井一正（選考委員長）他）。受賞の言葉として、「言いたい事は沢山あるが、それはデザインで還す。」と述べた。また、 亀倉雄策の仕事で一番好きなのは1964年の東京オリンピックのエンブレムであり、一生に一度で良いのでそのようなデザインをしてみたい旨を述べていた。2015年7月、自身の作品が応募104点の中から、審査委員会（審査委員長・永井一正のほか、高崎卓馬、浅葉克己、細谷巖、平野敬子、片山正通、真鍋大度、長嶋りかこの8名）によって、2020年夏季オリンピック東京大会・パラリンピック東京大会の公式エンブレムに選出された。どちらも正方形を9分割した幾何学的構成となっており、それぞれ「T」と「=」を表している。エンブレムは、単純な3つのパーツを組み合わせたもので（色違いを含めると4つ）、それらを組み合わせることで、A-Zまでのアルファベットや他の紋様を容易に作ることができるとして、その展開力が高く評価されての選考だった。デザインコンペは、応募資格を組織委の指定した過去の7つのデザインコンペのうち2つ以上の受賞者に限っており、仲間内のコンペだったのではないかとの指摘があった。

#### デザイン類似の指摘
このオリンピック・エンブレムは、ベルギーのリエージュ劇場のロゴ・フォント共に酷似していると、作者のオリビエ・ドビから指摘が出た。Studio Debieは自社のFacebookで比較画像を公開した上で、劇場側や弁護士と協議していることを明らかにし、法的手段の可能性を示唆した。バルセロナのデザイン事務所「ヘイ・スタジオ」が東日本大震災の際に寄付を募るプロジェクトのデザインとして発表した「リビルド・ジャパン（日本再建）」も同時に参考にされたのではないかとの指摘もあった。「ヘイ・スタジオ」は、オリンピックのエンブレムが類似しているのは光栄なことであるとして問題としなかった。

#### 日本側の反応
佐野は、ベルギーの劇場ロゴは全く知らないもので制作時に参考にした事実はないと反論した。8月1日、東京都知事の舛添要一は「100パーセント問題ないとは言い切れない状況だ」と事態を注視する姿勢を示した。国際オリンピック委員会副会長のジョン・コーツは、ベルギーの劇場のロゴは保護対象にはなっていないとの見解を示した。東京オリンピック・パラリンピック組織委員会会長の森喜朗も、「半年もかけて国際社会に照会している。その間、異論は出ていない。全く心配していない」と語った。佐野は8月5日に会見を行い、「（ベルギーのものとは）デザインに対する考え方が全く違うので全く似ていないと思いました」と語り、疑惑を否定した。根拠としては、デザインを9つのグリッドに区切り、区切った部分がパーツとして分解できるようにして動画やデジタルメディアへの展開力や拡張性を満たすデザインにしていることを挙げた。オリンピックのエンブレムは「T」と円を組み合わせたデザインで、1964年のデザインのDNAを引き継ぎ、赤い丸を心臓の位置に置いて鼓動をイメージしたと説明する一方で、ドビ作品は「T」と「L」の組み合わせなので考え方が異なり、全く似ていないと説明した。しかしこの説明は後に佐野の原案が発表されたときに逆に矛盾を指摘されることとなる（後述）。8月10日、組織委員会会長の森はエンブレムについて「自信を持ってこれからも使っていく」と明言した。

#### 本人による釈明
本人はエンブレムデザインの経緯を8月5日の記者会見で以下のように説明した（当作品が審査を通過した案ではなく修正案であることは未発表）。
（概略）当エンブレムは自分のキャリアの集大成ともいえる作品であり、世界に類のないエンブレムが出来たと完成時に確信した。欧文書体のDidotとBodoniの力強さや繊細さの両立というニュアンスを活かすことができないかというところから発想した。この書体のTのアール部分に1964年の東京オリンピックのロゴである日の丸をイメージして円を組み合わせた。赤い丸は鼓動をイメージし、右下の跳ねの部分は左上の跳ねを反転させた。デザインの基本的な骨格は正方形を9分割したもので、パラリンピックのエンブレムもそれを元に設計した。展開ということをひとつの重要な要素として考えた（エンブレムを元にしたアルファベット書体など展開例を示した）。（リエージュ劇場ロゴとの類似について）要素は同じものはあるがデザインに対する考え方（劇場はTとL、当作品はTと円など）がまったく違うのでまったく似てない。アートディレクター、デザイナーとして、ものをパクったことは一切ない。影響されるということはあると思うが、クリエイティブとしてそういったものに絶対してはいけないという定義をもってやっている。（審査時の作品なのかという質問に対して）簡易的な世界商標を取る前の段階で、いろいろな意見などもあり、何回かブラッシュアップをして（現作品に）辿り着いた

#### 他のデザインでの盗用発覚
サントリーのトートバッグ騒動（下記）が発生した。これを受け、五輪関係者からは「世論はもたない。取り下げも検討すべきだ」との声もあがった。一方、舛添要一は、「IOC、組織委で決定が覆らない限りは今の立場を踏襲したい」とした上で「（サントリーのトートバッグについて）私も見たが、似ているなという感じはする」と語った。遠藤利明も使用の差し止めについて「今は考えていない」と述べた。

#### ベルギー側の提訴
ベルギー側は8月14日にリエージュの裁判所に五輪エンブレム使用差し止めを求めて提訴した。五輪エンブレムをデザインした佐野の説明が「真摯とはいえない」としエンブレムの使用差し止めと、それを使用した企業や公的機関に5万ユーロの賠償金を求めた。裁判は9月22日に始まる予定。またIOC本部があるスイスでも裁判をする意向も明らかにした。劇場側の弁護士はアラン・ベレンブーム、ドビ側の弁護士はPhilippe Mottard。一方、大会組織委員会は17日にベルギーのデザイナー側を非難して争う姿勢をみせた。佐野もエンブレムを取り下げる意思もないことを明らかにした。五輪エンブレムの審査委員代表だった永井一正は26日の朝日新聞とのインタビューの中で、応募段階の当初作はベルギーの劇場ロゴマークと似ていなかったとし、「ほかの応募案や審査の過程も公表した方がいいと思う」と語った。また永井は、佐野の原案は他の物との類似があり、現在の案は佐野がデザインコンペに当選した際の原案に修正を加えた物で、現在の五輪エンブレムと異なることが明らかにされた、発表されたデザインは修正を施した上で2015年4月に完成したものである。
これを受けて、ベルギー人デザイナーのオリビエ・ドビはフジテレビの取材に対して「もともとのロゴが、今とは違い、修正を加えたのであれば、修正前に戻せば、問題は解決します」と語った。オリビエ・ドビはエンブレムの使用中止を求めてIOCも提訴しているが、使用中止が正式な手続きで確認できれば、IOCへの訴訟は取り下げる考えを示している。

#### 原案発表と新たな疑惑
8月28日に組織委員会は佐野の原案を公表した。原案はTが強調されたデザインだった。このエンブレムは選考で圧倒的な評価を得ていたが、ある海外企業のロゴに似ていることが指摘されたために、修正されることになり、2回の修正によってリエージュ劇場のロゴに似たものに変更されたとされた（最終案は2015年の4月ごろ）。
しかし、この原案には2つの疑惑が指摘された。まず、2013年11月に開催されたヤン・チヒョルト展で使われたポスターの盗用ではないかという指摘があがった。佐野のツイッターとみられるアカウントでも「展覧会いくべしいくべし。ヤン・チヒョルトもやばい」というツイートがあり、佐野がこのデザインを事前に知っていた可能性も示唆された。2つめの疑惑として、以前からのデザインに関する説明との矛盾点も指摘された。
- 佐野は原案公開前にはエンブレムの右下の銀色の部分を亀倉雄策の影響とし「右下の部分は、1964年のDNAを引き継ぐことに。」と説明していたが[58]、発表された原案には右下の部分はそもそも無かった[48]。佐野は会見で右下の部分を「左上の跳ね」を反転させたと説明しており[59]、組織委員会側が「躍動感がなくなった」と指摘して佐野が修正した部分であった事がエンブレム取り下げ後に判明している[60]。
- 最終版の赤い丸(右上に位置）はハートの鼓動を表現するとされていたが[61]、原案では右下に配置されていたこと[62]。
- Tの文字と大きな日の丸をイメージしてデザインしたとされたが[63]、コンペで当選した時点佐野のデザイン（原案）には大きな円に見える部分は無く、「T」の横棒を表現する両端は三角形だったことや[53]、佐野が「一つの核を見つけたいと思い、『T』に注目しました。」と強調していた「T」の部分は[63]、完成版の前の第一次修正案の段階でTとは違う形状になっていた[53]。8月28日の記者会見において、円をイメージしたという修正案では原案とまったく別物でないかという質問に対して審査委員代表の永井は、パーツは変わっておらずパーツが動いただけであり、パーツを動かすことで応募作が精緻化されたと主張した[64][65]。しかし、公募に参加した古平正義は「別ものですよ。4つの部品のうち、元のままは真ん中の黒いところしかない」と語っている[66]。

また、修正に際して審査委など第三者の助言があったのかという質問に対しては、武藤敏郎組織委・事務総長が「すべて佐野さんが決めた」と回答し、最初の記者会見で原案の存在を伏せた理由については、「訴状の相手がIOCであるため、訴訟の影響を考えIOCの理解と了承が必要だったが、放置しておくのもよくないという判断から公表に至った」と述べた。
9月1日、組織委員会の武藤敏郎事務総長は、新たな疑惑の指摘に対し本人に聴取した所、佐野が
「（ヤン・チヒョルトの展覧会に）確かに見に行きました。でも、どういうものだったか、覚えていません。自分は独自に作りました」と述べた事を説明した。また原案と矛盾するコンセプト説明がなされていた件については、修正作業は佐野が中心になって実施したものであり、修正後のエンブレムについても佐野がデザインしたものであり、矛盾しないと説明した。

#### 使用例への写真の盗用発覚
7月24日に都庁で開催された東京2020エンブレム発表会・記者会見においてエンブレムの展開例として羽田国際空港のロビー画像と渋谷ハチ公交差点の画像が公開されていたが、ベルギーの劇場ロゴとの酷似指摘の問題も発生していなかったため、この時点では特に指摘がなされることはなかった。
しかし、8月28日に行われた会見で、エンブレムの展開例が改めて提示されたことを受けて、羽田国際空港のロビーの画像が、個人ブログに2012年5月に著作権を明示して掲載された写真を無断で転用していることが指摘された。写真を撮影した外国人女性は、「わたしに許可なく写真を使用したのなら、とてもショックです」と話した。また、渋谷ハチ公交差点の写真を撮影した別の外国人は自身のブログで、Flickrの写真はCCライセンスのもとで公開しており商用利用を認めていないし、使用許可を求められたこともないと述べている。佐野はエンブレムについては個人の応募であり、他のスタッフは作業にかかわっていないとしており、佐野はインターネットで収集した他人の画像を流用していたことを認めた。
9月1日 エンブレムを巡って、空港や街なかでのエンブレムの展開の例として佐野研二郎が作成したイメージ画像について、インターネット上に掲載されていたものを無断で使用したという指摘があることから、大会の組織委員会が事実関係を調査していたとの報道があった。
佐野は、写真の流用について「既に原作者にアプローチはしていたが、不注意でした」と語ったが、これについて文化庁の著作権課は「一般的には著作権者が記されているにもかかわらず、無断で写真を複製したのであれば、悪質な侵害の部類に入り著作権法に抵触するおそれがある」と話している。

#### エンブレムの使用中止
9月1日正午過ぎ、大会組織委員会は佐野がデザインしたエンブレムの使用を中止する方針を固めた。使用中止の理由は、「デザインの模倣ではなく、連日の誹謗中傷から家族を守るために取り下げたい」との原作者・佐野からの要望によるものと述べた。また、2020年東京オリンピックのエンブレムを巡り、審査の応募資料として提出した空港や街中でのエンブレムの使用例の画像について、佐野側が大会の組織委員会の調査に対してインターネット上に掲載されていた画像を無断で転用していたことを認めた。さらに、組織委員会は1日夜の会見で、28日の前回の会見の後に、原案に良く似たロゴがあると指摘を受けたことも使用中止の理由であることを認めた。また、同会見で武藤敏郎事務総長は、佐野に支払われるはずだったギャランティー100万円について、支払わないことを明言した。佐野は事務所のホームページにコメントを載せ、「エンブレムのデザイン以外の仕事において不手際があった」として謝罪したが、「エンブレムの原案等は盗作ではない」とし、「自身や作品への疑義に対して繰り返される批判やバッシングから家族やスタッフを守るために、取り下げを決断した」と語った。

#### 訴訟の経過
2015年9月21日、リエージュ劇場が「IOCから提出された証拠を精査した結果や、佐野氏のエンブレムが使用中止となったことから、著作権を侵害されていないと判断した」との声明を出し、訴訟を取り下げた。オリビエ・ドビ側は訴訟を継続した。また、pinterestの創業者であるエヴァン・シャープは、「ピンタレストはアイデアを盗むためのものではない」とし、「ネガティブな話題の中で取り上げられ、本当の価値を一部の人に誤解されたことが残念だ」とコメントした。

#### 撤回後の動き
- 9月19日、藤本貴之が、日本グラフィックデザイナー協会（会長は審査委員でもあった浅葉克己）からのJAGDA会員宛送信メールの内容を公表[87]。協会側はコンペの参加資格の決定に関与しておらず、エンブレムの修正は審査委員会ではなく組織委員会が行ったものだと主張。また、審査の過程へのコメントも組織委員会側が止めていたと言及[87]。藤本は「高度に専門的で、ピンポイントな参加条件」などは、修正で佐野とやりとりをしていた「第三の専門家」が行ったのではないかと主張した[87]。
- 9月28日、大会組織委の記者会見において、公募発表前に永井一正審査委員長から特定のデザイナーに招待参加を促したいとの意向を受けて、電通より出向の槙英俊担当局長の判断により、8名の国内デザイナーに対して永井と組織委員会クリエイティブディレクターの高崎卓馬（電通）の名前で参加要請文書が送付されたこと、結果的にその招待作家のうちの佐野を含む3名が入選したこと、この参加要請と審査結果の関係については調査を継続する必要があることなどが公表された[88][89]。
- 10月5日、審査で次点だった原研哉が参加者の立場からの意見として毎日新聞紙上に寄稿[90]。
- 10月10日、審査委員の一人が自身ブログにおいて、佐野修正案拒否[91]の理由や組織委担当者の佐野修正案「ごり押し」の実態などの公表を開始[92]。
- 10月16日、新しいエンブレム選考のための募集要領が発表される[93]。
- 10月29日、旧エンブレム問題の外部有識者による調査チームの第一回の会合が始まる。メンバーは元東京地検検事の和田衛ら4名で、11月までに調査を終え結果は年内に公表予定[94]。
- 11月2日、原研哉が次点作を自社サイトで公開[92][95]。

### サントリーのトートバッグ騒動
2015年8月、サントリーのオールフリーの応募シールを集めると佐野デザインの30種のトートバッグがもらえるという企画で、バッグのデザインに多くの盗用があるのではないかという指摘があがった。8月5日の会見では「ものをパクるということを一切したことはない。」などと語っていたため反発の声が高まった。8月13日、サントリーは佐野のデザイン事務所からの取り下げ依頼を受け、トートバッグのNo.6、No.7、No.8、No.12、No.18、No.19、No.20、No.24の8種類の配布中止を決定した上で謝罪した。
2015年8月14日、代表を務める事務所のホームページ上で、「佐野研二郎デザイン」として発表・配布された景品は、他人の作品をスタッフがトレースしたものであることを認め、謝罪。江川達也は、この騒動について「デザイナーって何なんだろう」「オリジナルって何なんだろう」とデザイナーの仕事ぶりが問われる事態になったと批判した。15日、「BEACH」と書かれたデザインについてデザイナーのベン・ザラコーが15年前に自分が制作したものと完全に一致すると指摘。ザラコーは、「もし、佐野氏が盗作でお金をもうけていたのなら、法的手段を取りたい」と明言した。 泳ぐ女性のデザインを制作したジェフ・マクフェトリッジは、模倣について「とんでもないこと」と批判したが法的手段をとらないと語った。俣野温子は、「（佐野の）トートバッグの猫もヒゲはなく黒猫で丸い目で、ポケットから半分顔を出しています」と自身の作品との類似を認めた上で、「私の代わりに怒ってくださった皆様…溜飲が下がりました。本当にありがとう。」と佐野への追及に対する感謝の意を述べるに留めた。「BEACH」の作者であるザラコーは「Let's be creative and original. Let the games begin!（創造的で独自性あるものにしましょう。ゲームをはじめて下さい）」と五輪エンブレムの挑戦状をたたきつけた。17日にはザラコーの対案の初稿が公開された。
佐野の妻は、日刊ゲンダイのインタビューに応じ、トートバッグのデザインの実務は何人かの部下であって佐野は監修と主張。五輪エンブレムのデザインコンペが博報堂のお手盛りのコンペだったとの指摘には、博報堂と無関係の人物もいたと反論した。佐野が教授を務める多摩美術大学の総務課は、トートバッグの件について佐野に事情を確認するとしたが、五輪エンブレムの使用中止が決まった9月1日の時点においても事情の確認は行われていない。佐野の事務所は、写真の盗用を認めた後も謝罪や問合を含めて、盗用元に一切の連絡をしていない。

### 多摩美術大学ポスターにおける盗用疑惑
2015年8月31日、佐野がアートディレクターを務めた多摩美術大学の広告のポスターに盗用の疑いがあると指摘された。メガネ・サングラスの総合情報サイトであるGLAFASは、佐野がアートディレクターを務めた多摩美術大学の広告にGLAFASに掲載されている写真が使われているとの指摘を受け、「現在までに多摩美術大学および佐野研二郎氏、デザイナー香取有美氏からの連絡は来ておりません。」と明言した。佐野の妻は、同年8月18日に他人の作品の複製・模写について「もう出てくることはないと思います」と語っていた。多摩美術大学が2015年9月4日未明までに、アートディレクターの佐野研二郎が手がけた大学の雑誌広告シリーズ「MADE BY HANDS.」を公式サイトから削除した。佐野側は、影絵は切り絵を作成し事務所内で撮影したもので、メガネはスタッフの個人所有のもので、いずれも盗用の事実はないと釈明したが、GLAFAS側は検証用の画像を公開して、撮影されたメガネはGLAFASを運営する「さくらヒロシ」の私物であり、細かい点がオーナーにあうように調整されたもので、それらの変更箇所やフレームのバリや付着しているホコリの位置まで一致とした。他にも、「水に流れる墨汁」という作品で、流れる墨汁の形状が、2012年に公開された中国のポスターと全く同じことも指摘されている。

### 組織委マーケティング局による不祥事

#### 画像の無断使用
2015年9月11日、「佐野氏のエンブレムが展開例に優れていた」という主張を補強するために組織委マーケティング局（マーケティング局の局長は電通の槙英俊）で作成した画像に無断使用が発覚した。1人については使用料を支払い事後承諾を受け、残る2点についても事後承諾を得る方針。

#### 組織委クリエイティブ・ディレクター名での参加要請文書
エンブレム公募の発表3日前の2014年9月9日、審査委員代表が「国内最高水準のコンペにするため、一流とされるデザイナーらには招待状を送り、熱意を持って取り組んでもらえるようにしたい」との意向を示唆し、審査委員代表と組織委クリエイティブ・ディレクター名による参加要請文書が、組織委マーケティング局長の指示を経て8人のデザイナーに送られていた事実が判明した。
また、エンブレムの原案は二度にわたって修正されているが、この過程を知っていたのは審査委員の中では組織委クリエイティブ・ディレクターの1人だけで、佐野の修正の指南役だった。組織委の重鎮である森喜朗や武藤敏郎などから「（ヤン・チヒョルト展のポスターに似ているとされる原案について）日の丸を足元に置くなんておかしい」「（ベルギーの劇場のロゴに似ているとされる最終案の前段階の案について）躍動感がなくなった」といった指摘があり、一部の人間だけで修正が施された。
10月1日発売の週刊新潮によると、参加要請文書には次のようなことが書かれていた。
- 佐野を含む数名の指名コンペにするべきとの意見もあった
- 「条件付き」の公募にしたのは、次世代の才能にも門戸を開くためである
- （大会そのもののシンボルというだけでなく）新しい時代のシンボルであり、未来が記憶するものである
- デザインの今、デザインのこれから、を検証し発見する人材として佐野（を含む8人）に参加を要請
- 応募作は、日本のデザインの到達点にもなりうる
- 様々なテクノロジーとも親和する拡張性が重要

なお、文書の結びでは「（9月12日の公募開始の発表前までは）ご内密にお願いいたします。」との記載もあった。2日には、組織委の幹部であるマーケティング局長の槙英俊とクリエイティブディレクターの高崎卓馬が事実上の更迭となった。

### その他の盗用疑惑
- 「おおたBITO太田市美術館・図書館」のロゴに盗用疑惑がもちあがり、市民からは「遠くの方で起こっていると思っていたのが、太田の方まで来たのかなと」と驚きの声があがった。東山動物園のシンボルマークがコスタリカの国立博物館のマークに似ているとの声もあがった。コスタリカの国立博物館のマークを一部分を回転させると東山動物園のシンボルマークとピッタリ重なるとされた[22]。これについて佐野側は盗用を否定した[124]。自治体の関係者は佐野と直接契約を交わしたことはないとしており、自治体が業界関係者にデザインを相談し、業界のコネクションで佐野に仕事が回ったとみられる[22]。太田市美術館のロゴについては、ジョシュ・デバインが2011年に発表したものと似ているとされ、デバインは「彼のオリジナルではないようにも見える。」としながらも判断が難しいため法律顧問と相談するとした[125]。8月31日、太田市の清水聖義市長は「ロゴはそのまま使用していく」と定例会見で述べた[126]。10月2日、太田市の清水市長は使用継続を求めない市民の意見が8割を占めたことを受け[127]、ロゴの使用を断念したことを明らかにした[127][128]。
  - 太田市美術館・図書館のロゴの問題について佐野は文書で回答し、「その要件を満たすデザインは、今、名乗りを上げておられるアメリカのデザイナー以外にも、制作されている方は、世の中にたくさんいらっしゃると思います」と主張した[46]。
  - 方針転換してロゴ使用を断念した理由について、太田市長の清水は「世界の絵本を集め、子供に夢を与える施設を造るのに、反対意見を押し切ってまで使う必要はない」と述べた[128]。
- 佐野が作成した2013年の「カメラグランプリ」のマークが、素材サイトの『イラスト無料ネット』というウェブサイトの「シンプルなカメラ」という素材に酷似している[129]。素材はロゴマークとしての表示を禁止したものであったが、佐野のデザインは、カメラのロゴの高さ、ファインダー部分の高さ、ファインダー部分の角度もウェブサイトの素材とすべて一致していた[129]。
- 2014年5月に雑誌の企画で佐野が作成した扇子製造販売の老舗「京扇堂」の社名入りデザインが、2012年に横手市で開催されたイベント「デザインであそぼう第3弾　団扇（うちわ）展」のチラシに酷似していると指摘された[130]。これをうけて「京扇堂」はホームページ上のブログから画像を削除した[131]。団扇展のチラシをデザインした35歳のデザイナーは「佐野氏の作品をネットで見て似ていることに驚いた」と語った[130]。
- 中島英樹は当初、エンブレムについて佐野を擁護していた。しかし、別件で9月7日までに、佐野の2007年頃のディズニー関連の作品を、「当時は、偶然似てしまったのではないかと思っていた。でも、今度の件で（約10年前の中島自身の作品の）盗作と確信した」との見解を示した[132]。8月時点でも佐野エンブレムの「展開例映像」をガブリエル・オロスコ（英語版）のパクリではないかと指摘していた[133]。

### その他
- 佐野の会社の「MR_DESIGN」という社名はミスタードーナツからつけたとされ、仕事ぶりについては「デザイン界の牛角」を自称していた[15][134]。
- 森本千絵がデザインした松任谷由実のジャケットにも盗用疑惑が飛び火した[135]。
- 小金井市のセブンイレブンのオーナーが「おでん70円均一セール」の告知用に作製したポップに対して、五輪組織委員会が使用不許可とした。不許可の理由は、（五輪エンブレムに）色は似ていないが形が酷似しているからというもので[136]、弁護士の鮫島正洋はこの決定に疑問を呈した上で、「法的に訴えるのは難しいと考えたのではないか。だからスポンサー企業を引き合いに出して、（商業利用した場合、エンブレムの価値が下がるといった）ビジネスライクな理由にしたのでは」と指摘した[137]。
- 盗用が疑われた写真の多くはpinterestにアップロードされたものであった。8月18日の段階で佐野の妻は「（佐野がユーザーとして）正式に登録された証拠を示してほしい」などと主張したが[138]、その後に佐野がpinterestのアカウント登録をしていたことが判明している[139]。
- 2016年4月からは、多摩美大で「佐野プロジェクト」を行う予定だったが、1年間“休学”することが明らかになった[140]。

### 反響
- ̻佐野の肩書きは「アートディレクター」であり、デザインに関する騒動についての本来の責任は、東京五輪組織委員会とサントリーのオールフリーの双方の「クリエイティブディレクター」であった高崎卓馬にあるという意見(出典は個人のプログ）もある[141]。一方で、佐野は博報堂時代に元請けの下に下請けがぶら下がるという垂直的なビジネス構造の中で仕事をしてきており、そういう仕事ぶりのツケが露呈したとの見方もある[142](出典は個人のプログ）[要出典]。
- 江川達也は、佐野の仕事場について「才能のない人の仕事場だと感じる。無能な空気が漂う。自分なら金があってもこんな事務所なんか作らない。」とした[143]。
- ソーシャルビジネス・プランナーの竹井善昭は、佐野の作品に足りないものとして、オリジナリティ、リスペクト、社会をどうデザインしたいのかの理念などを挙げた[144]。
- 純丘曜彰は、エンブレムのメインである中央の黒い方形は通行禁止のマークの定番で五輪の開放性とは逆行すること、小さな丸が求心性を発揮しているため力動性がないこと、Tがチームとトゥモロウなのは陳腐すぎること、左上と右下の物体は矢印形で遠心力が働いており大円を印象付ける求心力とは逆行すること、などの多数の理由から、佐野のエンブレム作成の考え方を否定した[145]。
- 新潟県立近代美術館で2015年11月から予定されていた佐野研二郎作品展が延期となった[146]。
- 朝日新聞は、2ちゃんねるなどの追及によって五輪エンブレムが白紙撤回に追い込まれたことについて、「自由な発想にブレーキがかかる」との声もあると報じた[147]。
- 舛添要一は「佐野の信頼性失墜は免れない」と主張した[148]。
- 横尾忠則は、採用作が別の作品に似ている場合は選外になったはずだと指摘しているが[149]、実際にはコンペに当選した佐野の原案は他に類似したものがあったことが判明している[48]。
- 2015年10月から六本木の21 21 DESIGN SIGHTで開催される建築家フランク・ゲーリー展のポスターやチケットなどに共通して使用される予定だった佐野研二郎制作の展覧会グラフィックが主催者都合により撤回された[150]。
- 2015年10月、清水聖義は、建設中の「おおたBITO　太田市美術館・図書館」の佐野デザインのロゴを使用しないことを明らかにした[48]。他作品との類似性は否定したが、市民からの批判が多く、否定意見を押し切ってまで使う必要はないと述べた[48]。
- 2015年10月10日より、平野敬子が自身のブログでエンブレムの審査やその後の経緯を説明しており、7月8日（エンブレム発表は7月24日）の段階で、平野以外の7名の審査委員は修正案を承諾したとの説明を受けたとし、修正案を見たのは高崎と組織委員会担当者の2名で来社した5月13日の打ち合わせとした[151]。一方、審査委員代表の永井は「エンブレムを見たのは7月24日に発表される1週間前だ」と主張している[152]。

### マスメディアやインターネットにおける本人への取材・報道姿勢、誹謗中傷等々に関する諸問題
佐野名義でホームページに掲載された謝罪文によると、佐野が関わった窃用とは無縁の作品までも盗作扱いとされ、事実無根な内容まで報道されたという。インターネットにおいては、佐野のメールアドレスを本人に無断で様々なサイトに登録されたり、誹謗中傷のメールが毎日届き、更には佐野の親族の写真が無断でネット上に公開されるなどプライバシー侵害をされている状態が継続している模様である。このようなネットにおける誹謗中傷やプライバシー侵害行為に関して、ジャーナリストの神田敏晶は、ネット独特の匿名性や自らが社会活動に参加していると思わせるものが高じた結果ではないかと指摘している。また、立教大学准教授でメディア研究が専門の砂川浩慶は、エンブレムそのものの窃用は証明されていないとし、似通ったデザインはどうしても存在するため、単に似ているからといって行き過ぎた批判が行われると、表現の幅が狭まるのではないかと警鐘を鳴らしている。
なお、佐野は過熱する報道について9月4日に報道機関へ声明文を出した。声明文では「著作権侵害を推認・示唆させるような報道が為されるに至っています」としたうえで、「思想・アイデアそのものが著作権法に基づき保護されるものではない」と主張した。また、同声明文の中で、今後、客観的な報道がなされなければ、名誉毀損などの法的手段を講じ、人権侵害を申し立てるとしている。

## 銀座グラフィックギャラリーとの関係
大日本印刷は銀座にグラフィックデザインの専門ギャラリーを設立（監修は永井一正）し、ヤン・チヒョルト展などの様々な展示を行っているが、佐野は平野敬子、浅葉克己、細谷巖らとともに応援メッセージを寄せ「いまのデザイン界にはなくてはならない場所がgggだ。」と語り、関係するアーティストとしても紹介されている。
2007年には佐野自身の発表会も実施され「僕にとってgggは高校球児にとっての甲子園のような存在で個展は遥かな夢だった」との思いを語り、銀座グラフィックギャラリーは佐野の制作において重要な指針だったとしている。

## 主な作品
商品開発やシンボルマーク、キャラクターデザインをはじめとして国内外で広告デザイン、TVCM、店頭POPなどを手掛けている。
- 『資生堂 ザ・コラーゲン』（資生堂）
- 『LISMO!』『尾崎豊、解禁。』『LISXILE(リスザイル)』『サザン解禁！』（KDDI／沖縄セルラー電話(au)）
- 『サザンケータイ』『ターミネーター4 , T4キャンペーン』（KDDI／沖縄セルラー電話 (au)）
- 『auワン』（KDDI／沖縄セルラー電話 (au)）
- 『ザ・ローリングストーンズ OFFICIAL T-SHIRTS ベロT Tシャツショップ』
- 『nico プロダクト ／ ショートケーキメモブロック、角材メモブロック』
- 『CGB/地球ごみ袋 プロダクトデザイン』
- 『つや姫 パッケージデザイン』[165]
- 『BATH ART プロダクトデザイン』
- 『M/M Paris』（ギンザ・グラフィック・ギャラリー）
- 『毎日jp』（毎日新聞社）
- 『G3G3 グミグミ』（明治製菓）
- 『ガルボ ガル帽 帽子デザイン』（明治製菓）
- 『ニャンまげ』（日光江戸村）
- 『BooBo』（TBSテレビ）
- 『エコブー』（TBSHD）
- 『PIGMUG』（Francfranc）
- 『井上陽水』「Love Rainbow」（フォーライフレコード）
- 『宇多田ヒカル』「Flavor Of Life』（東芝EMI）
- 『ミュージカル・グリース』アートディレクション
- 『みうらじゅん原作ドラマ 親孝行プレイ』（キングレコード）
- 『JYONGRI Unchanging Love』（EMIミュージック・ジャパン）
- 『YUI』「My Generation/Understand』（ソニー・ミュージックエンタテインメント）
- 『FUNKY MONKEY BABYS』「告白』（ドリーミュージック）
- 『つじあやの』「つじベスト」』（ビクターエンタテインメント）
- 『進研ゼミ 東大特講座√T』（ベネッセコーポレーション）
- 『進研ゼミ 3歳児教材ほっぷ』（ベネッセコーポレーション）
- 『進研ゼミ 高校講座 TVCM 攻！』（ベネッセコーポレーション）
- 『世界柔道2003・ロゴマーク』（日本柔道連盟）
- 『ラグビー日本代表ポスター 男』（日本ラグビーフットボール協会）
- 『PSP』（ソニー・コンピュータエンタテインメント）
- 『としまえん 年間キャンペーン』
- 『Re BORN』（トヨタ自動車）
- 『MURANO』（日産自動車）
- 『ゆうどきネットワーク ゆうどきニャン太郎』（NHK）
- 『にっぽん子育て応援団』（にっぽん子育て応援団）
- 『Photo GRAPHICA』(MDN)
- 『金のつぶ とろっ豆』（ミツカン）
- 『日清 ラ王』（日清食品）
- 『キリン円熟』（キリンビール）
- 『キリン豊潤』（キリンビール）
- 『キリン発酵ウコン』（キリンビバレッジ）
- 『JAPAN FESTIVAL』（ワシントンD.C. ケネディー・センター）など
- 『2020年夏季オリンピック東京大会公式エンブレム』(後に本人からの撤回要請が出された)[20]
- マガジンハウス70周年記念ロゴおよび記念アニメ『ふうせんティニー』（NHK Eテレ）
- 『さらば あぶない刑事』宣伝ポスター（東映）[166]
- 稲垣吾郎、草彅剛、香取慎吾の公式ファンサイト『「新しい地図」 アート・ディレクション、デザイン』[167]（CULEN）
- 『オドモTV』（NHK Eテレ）アートディレクション

## 著書
- 『今すぐ始める 思考のダイエット』（マガジンハウス）
- 『今日から始める思考のダイエット』（マガジンハウス）
- 『7日でできる思考のダイエット』（マガジンハウス）
- 『佐野研二郎_ボツ』（BCCKS）
- 『佐野研二郎のWORKSHOP』（誠文堂新光社）
- 『佐野研二郎 (世界のグラフィックデザイン) 』（トランスアート）
- 『GINZA SALONE PUBLISH』（MR DESIGN）
- 『ggg books-82 佐野研二郎』（トランスアート）
- 『Graphic Wave8」（トランスアート）
- 『Graphic』（六耀社）

## 展覧会
- 「BATH ART ＆ nico & CGB／地球ごみ袋 プレゼンテーション（青山ブックセンター本店)」(2009)
- 「ギンザ・サローネ・オーサカセーケイダイ（大阪成蹊大学)」(2008)
- 「ギンザ・サローネ・オーサカ（ddd)」(2008)
- 「ギンザ・サローネ・ハラジュク（KDDI DESIGNING STUDIO)」(2008)
- 「ギンザ・サローネ展（ggg)」(2007)
- 「ボツ展（ガーディアン・ガーデン）(2007)
- 「SHOWROOM：U*MO PRODUCT（GALLERY ROCKET）」(2004)
- 「Graphic Wave（ggg）」(2003)

など

## 受賞歴
- みうらじゅん賞（ニャンまげ）（1999）
- ONE SHOW DESIGN(N.Y) 金賞（2015,2013)銀賞（2015,2014,2013,2008,2008,2010,2010）
- BRITISH D&AD金賞（2014)銀賞(2015,2014,2010,2008)/銅賞（2010,2009）
- NY.ADC金賞（2014)銀賞(2014、2003,2003)/特別賞(2001,2004,2005,2005,2006)
- 東京ADC賞(2002,2002,2003)
- 東京TDC賞(2002)
- JAGDA 新人賞(2002)、
- 朝日広告賞 部門賞
- 毎日広告デザイン賞 優秀賞
- 日経広告賞、京都新聞社賞
- ポスタートリエンナーレトヤマ銅賞（2010）
- NEW YORK FESTIVAL
- グッドデザイン賞
- 日本パッケージデザイン金賞/銀賞/銅賞/特別賞
- JRポスターグランプリ 銀賞/特別賞
- スポニチ広告賞グランプリ
- 2013毎日デザイン賞
- 第17回亀倉雄策賞（2014）[18]

## パーマネントコレクション
ノイエ・ザムルング（ミュンヘン） / ラグビー協会「男」ポスター、世界柔道2003ポスター、毛皮族ポスター

## その他
多摩美術大学の2016年の学園祭において、佐野の葬儀をイメージさせるパフォーマンスが行われていたことが、同年11月8日付の新聞報道で発覚。同大学側は、誰がどのような意図で行ったか、学生の関与の有無を含め調査中である。